# Montalbanos nyår
Montalbanos nyår är en novellsamling av Andrea Camilleri, utgiven i Italien år 1999. Italienska originalets titel är Gli arancini di Montalbano. Barbro Andersson översatte novellerna till svenska 2004. Somliga noveller har även filmats för TV.

## Handling
Denna samling innehåller tjugo noveller med Montalbano och hans team. Berättelserna är naturligtvis hårt koncentrerade och varierar från det komiska till det tragiska och det groteska. I en berättelse hutar Montalbano exempelvis åt sin skapare, Andrea Camilleri. En novell består enbart av brevväxling mellan Montalbano och flickvännen Livia och kan därmed sägas vara en pastisch på äldre brevromaner. Huvuddelen av novellerna innehåller mord men även en och annan stöld eller inbrott förekommer. 